# Accentuation du grec ancien
L'accentuation du grec ancien distingue trois accents : aigu (´), grave (`) et circonflexe (῀) ; ils indiquent une élévation de la voix sur la voyelle frappée par l'accent.
L'accent aigu peut être porté par une voyelle brève ou longue en position finale, pénultième ou antépénultième alors que le circonflexe ne peut être porté que par une voyelle longue et en position finale ou pénultième. L'accent grave n'existe que sur une finale et résulte d'une modification de l'accent aigu avant un mot non-enclitique.
Au XVIIe siècle, les élèves de Port-Royal apprenaient ces vers :

L'aigu peut en trois lieux passer
Sur brève ou longue se placer.
Le circonflexe une longue aime
En la finale ou pénultième.
Le grave en la fin seule est vu
Dans le discours et pour l'aigu.

## Sources
En dehors de brèves descriptions de l'accent de hauteur par Platon, on ne dispose d'aucune source datant de l'époque archaïque ou classique décrivant l'accentuation du grec ancien. L'accentuation n'est jamais notée dans les inscriptions de ces époques et ne semble pas davantage notée dans les manuscrits. Ce n'est qu'à partir de l'époque hellénistique qu'on commença à décrire et noter l'accentuation, qui commence alors à être notée dans les papyrus littéraires mais non systématiquement. (Elle n'est, en revanche pratiquement jamais notée dans les inscriptions.) Ce n'est qu'à partir du VIIe siècle voire du IXe siècle qu'on commença à noter systématiquement l'accentuation dans les manuscrits.
Les sources dont on dispose pour déterminer l'accentuation du grec ancien sont ceux-ci :
- les manuscrits médiévaux ;
- certains papyrus littéraires ;
- des témoignages de grammairiens ;
- quelques chansons, la mélodie suivant parfois la mélodie naturelle de la langue induite par l'accentuation.

La source la plus extensive reste, cependant, le témoignage des manuscrits médiévaux.
De ce fait, seule l'accentuation des dialectes littéraires (koinè mais il est souvent impossible de savoir si l'accent est de hauteur ou d'intensité, attique, ionien d'Asie, langue homérique, et, dans une moindre mesure, dorien, lesbien, béotien, syracusain) est connue. L'accentuation de dialectes connus uniquement par des inscriptions anciennes, comme l'arcadochypriote ou les dialectes du nord-ouest, est totalement inconnue. De même, on ignore dans quelle mesure l'accentuation de la langue populaire différait ou non de la langue littéraire.
Par ailleurs, l'accentuation étant connue par des sources, hellénistiques dans le meilleur des cas mais plus souvent médiévales, postérieures de plusieurs siècles à l'époque classique, il est probable qu'il y ait des erreurs dans ces sources. Cela n'empêche pas de décrire les faits mais signifie qu'il y a une part d'incertitude dans toute description.

## Signification phonétique
L'accent du grec ancien était un accent de hauteur.
À l'époque hellénistique et romaine, cet accent de hauteur évolua en un accent d'intensité, qui a été conservé en grec moderne. Les distinctions tonales entre accent aigu, circonflexe et grave furent donc perdues même si, par conservatisme, les Grecs ont continué à utiliser ces diacritiques jusqu'au XXe siècle.

## Terminologie

### Position de l'accent dans le mot
En raison de la loi de limitation, l'accent aigu ne peut frapper qu'une des trois dernières voyelles d'un mot. Un mot portant un accent aigu sur la dernière syllabe est dit oxyton. Un mot portant un accent aigu sur l'avant-dernière syllabe est dit paroxyton. Un mot portant un accent aigu sur l'avant-avant-dernière syllabe est dit proparoxyton.
Toujours en raison de la loi de limitation, l'accent circonflexe ne peut frapper qu'une des deux dernières voyelles d'un mot. Un mot portant un accent circonflexe sur la dernière syllabe est dit périspomène. Un mot portant un accent circonflexe sur l'avant-dernière syllabe est dit propérispomène.
L'accent grave ne peut frapper que la dernière voyelle d'un mot. Un mot portant un accent grave sur la finale est dit baryton. (Chez certains auteurs, le terme baryton désigne en outre tout mot dont la voyelle finale n'est pas accentuée, mais cette convention n'est pas retenue ici.)
On parle d'accent récessif quand l'accent remonte aussi loin que possible de la fin du mot que le nombre de syllabes du mot et la loi de limitation le permettent.
| Accent      | Syllabe              | Mot            |
| ----------- | -------------------- | -------------- |
| Aigu        | Finale               | Oxyton         |
| Aigu        | Avant-dernière       | Paroxyton      |
| Aigu        | Avant-avant-dernière | Proparoxyton   |
| Grave       | Finale               | Baryton        |
| Circonflexe | Finale               | Périspomène    |
| Circonflexe | Avant-dernière       | Propérispomène |

### Longueur des voyelles (quantité vocalique)
L'accentuation du grec ancien dépend dans une large mesure de la longueur des voyelles et diphtongues, comme en témoignent les lois d'accentuation.
En grec ancien, les voyelles et diphtongues sont soit brèves soit longues. La longueur d'une voyelle est une qualité intrinsèque de cette voyelle, qui ne peut que rarement être déduite du contexte dans lequel elle apparaît, et elle peut permettre de distinguer des mots autrement homophones.
La notion de longueur de voyelle (ou quantité vocalique) ne doit pas être confondue avec celle de longueur de syllabe (ou quantité syllabique, le mot « quantité » sans précision désignant généralement la quantité syllabique). Certains auteurs qualifient les voyelles brèves de « voyelles brèves par nature », les voyelles longues de « voyelles longues par nature », les voyelles brèves dans des syllabes brèves de « voyelles brèves par position », et les voyelles brèves dans des syllabes longues de « voyelles longues par position ». Il faut faire la distinction entre longueur de voyelle et longueur de syllabe.
Vis-à-vis de l'accentuation, une voyelle ou diphtongue brève peut être atone ou porter un accent aigu ou grave. Une voyelle ou diphtongue longue peut être atone ou porter un accent aigu, grave ou circonflexe.
Il faut aussi avoir conscience qu'un accent aigu ou grave, sur une voyelle ou diphtongue longue, n'a pas la même valeur phonétique et phonologique qu'un accent aigu ou grave sur une voyelle ou diphtongue brève.
En ce qui concerne les voyelles, ε (epsilon) et ο (omikron) sont toujours brèves (dans l'orthographe normalisée utilisée à partir de l'époque classique), η (êta) et ω (oméga) sont toujours longues, tandis que α (alpha), ι (iota) et υ (upsilon) sont soit brèves, soit longues.
Vis-à-vis de l'accentuation, les diphtongues (αι, αυ, ευ, οι, υι, et ᾳ, ῃ, ῳ, ᾱυ, ηυ, ωυ) et pseudo-diphtongues (ει, ου) sont considérées comme longues sauf αι et οι en finales absolues, qui sont considérées comme brèves sauf quand elles correspondent à la troisième personne du singulier de l'optatif ou à un locatif. Il ne semble pas qu'une diphtongue αι ou οι fût prononcée différemment à l'époque classique suivant qu'elle était longue ou brève vis-à-vis de l'accentuation. Cela est attesté par le fait que toutes les diphtongues sont généralement considérées comme longues dans la poésie classique. S'il y avait eu historiquement une différence de prononciation, ce n'était selon toute vraisemblance plus le cas à l'époque classique. Tout cela n'est pas valable en dorien, où toutes les diphtongues sont longues, vis-à-vis de l'accentuation.

### Longueur des syllabes
La longueur des syllabes intervient dans quelques règles d'accentuation.
Une syllabe est longue quand elle comporte une voyelle (ou diphtongue) longue ou quand cette voyelle est suivie de plusieurs consonnes ou d'une consonne double (à savoir ζ, ξ ou ψ).
Une syllabe est brève quand elle comporte une voyelle (ou diphtongue) brève suivie d'aucune consonne ou d'une seule consonne simple.
Quand une voyelle brève est suivie d'une occlusive suivie d'une liquide, la syllabe peut être soit brève, soit longue. (Il existe des règles à ce sujet, qui dépendent des consonnes concernées et de l'époque. L'énonciation dépasserait le cadre de cet article.)

## Lois d'accentuation pour un mot isolé
Un mot grec isolé porte toujours un et un seul accent, aigu ou circonflexe.

### Loi de limitation
Si la voyelle finale est brève, on peut avoir un accent aigu sur l'antépénultième, un accent aigu ou circonflexe sur la pénultième (aigu seulement si celle-ci est brève) ou un accent aigu sur la finale.
Si la voyelle finale est longue, on peut avoir un accent aigu sur la pénultième ou un accent aigu ou circonflexe sur la finale.
Une antépénultième ne peut donc recevoir l'accent aigu que si la voyelle finale est brève ; si celle-ci est longue, l'accent ne peut être que sur la finale ou la pénultième. De même, une pénultième ne peut recevoir l'accent circonflexe que si la voyelle finale est brève.
La loi de limitation s'étant appliquée anciennement, on peut se trouver face à des exceptions quand la finale s'est allongée tardivement, notamment par métathèse de quantité. Par exemple le mot ἡ ἀποϐίωσις (la mort, littéralement « loin de la vie ») est anormalement accentué sur l’ἰῶτα par allongement tardif du ὂ μικρόν primitif (ὁ βίος, la vie).
Par ailleurs, on rencontre dans certaines déclinaisons des exceptions à la règle de limitation, qui s'expliquent par l'analogie avec les autres cas.
Enfin, les mots composés en -κερως, -ερως, -γελως, -γηρως sont généralement proparoxytons. Cette accentuation peut s'expliquer par l'analogie avec les mots dont la finale a été allongée tardivement ou par l'application tardive d'une règle qui accentue la dernière voyelle de l'avant-dernier élément des mots composés:
γέλοιος (ridicule) et γελοίως (ridiculement) ;
σύμμαχος (un allié) et συμμάχου (d'un allié) ;
ἵλεως est une exception, qui s'explique par le fait que la voyelle finale s'est allongée tardivement après l'application de la règle de limitation (la forme archaïque étant *ἵληος) ; en revanche, le génitif ἵλεου s'explique par analogie du nominatif (on attendrait en effet *ἱλέου par métathèse de la forme archaïque *ἱλήοο) ;
le génitif pluriel féminin ἐλευθέρων s'explique par l'analogie du masculin-neutre (on attendrait en effet *ἐλευθερῶν par contraction de la désinence ionienne-attique non-contracte -έων) ;
φιλό-γελως n'obéit pas à la règle de limitation.

### Extension de la règle de limitation
Cette extension n'est pas mentionnée dans certaines grammaires.
Elle énonce que l'antépénultième ne peut recevoir l'accent que si la syllabe finale est brève.
Ainsi, l'antépénultième ne saurait recevoir l'accent dans πομφόλυξ et πολυπῖδαξ.

### Règles pour les contractions
Lorsqu'il y a une contraction de voyelles, l'accentuation de la forme contracte peut normalement être déduite de celle de la forme non-contracte.
Lorsque les deux voyelles contractées sont atones, l'accentuation de la forme contracte est inchangée par rapport à la forme non-contracte.
Lorsqu'une des deux voyelles contractées est accentuée, on applique les règles suivantes :
- Lorsque la première voyelle est accentuée, la voyelle résultante porte un accent circonflexe.
- Lorsque la deuxième voyelle porte un accent circonflexe, la voyelle résultante porte également un accent circonflexe.
- Lorsque la deuxième voyelle porte un accent aigu, la voyelle résultante porte un accent aigu.

En ionien-attique et en koinè, l'application de la règle de la pénultième longue accentuée après contraction peut conduire à avoir un circonflexe même si en appliquant les règles de contraction, on attendrait un aigu.

### Loi de la pénultième longue accentuée (ou loiσωτῆρα)
Cette loi s'applique uniquement en ionien-attique et en koinè.
De la loi de limitation, il découle (pour tous les dialectes) que si la voyelle finale est longue et la pénultième accentuée, celle-ci ne peut porter que l'aigu.
De plus, dans ces dialectes, la loi de la pénultième longue accentuée énonce que si la voyelle finale est brève et la pénultième est longue et accentuée, celle-ci doit nécessairement porter l'accent circonflexe.
Dans ces dialectes, si une pénultième longue est accentuée, l'accent dépend de la longueur de la finale : si la finale est brève, l'accent est circonflexe, si la finale est longue, l'accent est aigu.
Cette loi de la pénultième accentuée s'étant appliquée tardivement, elle s'applique même si la voyelle a été allongée par métathèse ou contraction. En revanche, en cas de crase, on ne sait pas avec certitude si elle doit s'appliquer, les opinions des grammairiens anciens divergeant :
χώρᾱ (ᾱ long ; un pays) et χῶραι (αι bref ; des pays) ;
δοῦλος (ο bref ; un esclave) et δούλου (ου long ; d'un esclave) ;
γυνή (une femme) et ionien-attique γυναῖκες (des femmes), mais dorien γυναίκες ;
ἥδε n'est une exception qu'en apparence, ce mot pouvant être décomposé en ἥ (démonstratif) et -δε (particule enclitique).

### Loi de l'accent récessif en lesbien
En lesbien, tous les mots orthotones ont un accent récessif. En revanche, les prépositions et conjonctions proclitiques restent proclitiques.

## Lois d'accentuation pour un groupe de mots formant une unité d'accentuation
Dans la phrase grecque, certains mots sont proclitiques et sont prononcés d'un seul souffle avec le mot qui suit et forment une même unité d'accentuation avec ce mot. Inversement, certains mots sont enclitiques et sont prononcés d'un seul souffle avec le mot qui précède et forment une même unité d'accentuation avec ce mot. On ne rencontre pas de proclitique avant pause ou d'enclitique après pause ; quand des mots habituellement clitiques (proclitiques ou enclitiques) apparaissent dans un tel contexte, ils perdent leur valeur clitique. Les mots clitiques n'ont pas d'accent propre (perdant le cas échéant l'accent propre qu'ils ont quand ils sont prononcés isolément) ; ils sont tantôt atones, tantôt accentués, mais ils suivent des règles, expliquées ci-dessous, qui ne découlent pas d'un éventuel accent propre.
Les mots clitiques sont assez peu nombreux en grec ancien, quelques dizaines tout au plus, même si certains sont très courants. La plupart des mots grecs ne sont ni proclitiques ni enclitiques et sont dits orthotones ou aclitiques. Les mots orthotones forment une unité d'accentuation avec les éventuels proclitiques qui les précèdent et enclitiques qui les suivent, mais ils conservent à l'intérieur de cette unité d'accentuation l'accent propre qu'ils ont quand ils sont prononcés isolément.
Une unité d'accentuation est donc constituée :
- soit d'un nombre variable, éventuellement nul, de proclitiques, d'un orthotone, et d'un nombre variable, éventuellement nul, d'enclitiques ;
- soit d'un nombre variable non nul de proclitiques et d'un nombre variable non nul d'enclitiques.

### Mots proclitiques

#### Proclitiques notés sans accent grave
Tous les proclitiques commençant par une voyelle (surmontée ou non d'un esprit rude), à l'exception de ἢ, sont des proclitiques notés sans accent grave :
- les formes de l'article ὁ, ἡ, οἱ et αἱ ; en revanche, les formes de relatif ou démonstratif ὅ, ἥ, οἵ et αἵ sont orthotones.
- les prépositions ἐν (εἰν), εἰς (ἐς), ἐκ (ἐξ) et ὡς lorsqu'elles précèdent leur régime ; en revanche, ces prépositions sont orthotones lorsqu'elles suivent leur régime.
- les conjonctions εἰ et ὡς (sauf quand celle-ci suit le nom auquel elle se rapporte) ; en revanche, l'adverbe ὥς est orthotone.
- la particule οὐ (οὐκ, οὐχ) lorsqu'elle est suivie d'un autre mot ; en revanche, elle est orthotone (οὔ) devant une pause.

Ces mots proclitiques sont écrits sans accent sauf s'ils sont suivis d'un mot enclitique ;  dans ce cas, ils portent un accent d'enclise comme décrit dans la section suivante.

#### Proclitiques notés avec un accent grave
Pour diverses raisons, un certain nombre de mots monosyllabiques et dissyllabiques notés avec un accent grave semblable à celui des orthotones oxytons sont supposés par les grammairiens modernes être des proclitiques :
- les formes de l'article en τ- aux cas directs, à savoir τὸ, τὸν, τὴν, τοὶ (dialectal), ταὶ (dialectal), τὰ, τοὺς, τὰ̄ς, τὼ et τὰ̄ (rare) ; en revanche, les formes de démonstratif sont orthotones.
- les prépositions ἀμφὶ, ἀντὶ, ἀνὰ, ἀπὸ, διὰ (διαὶ), ἐνὶ, ἐπὶ, κατὰ, μετὰ, παρὰ, περὶ, πρὸ, πρὸς, σὺν (ξὺν), ὑπὲρ (ὑπεὶρ) et ὑπὸ (ὑπαὶ) quand elles précèdent leur régime ; en revanche, elles sont orthotones quand elles suivent leur régime.
- les conjonctions ἀλλὰ, καὶ, οὐδὲ, μηδὲ, ἐπεὶ, ἢ (ἠὲ), ἠμὲν, ἠδὲ, ἰδὲ, ἀτὰρ et αὐτὰρ.
- la particule μὴ (sauf devant une pause, quand elle est oxytone).
- l'interjection ἰδοὺ (sauf devant une pause, quand elle est oxytone dans les manuscrits bien que si certains grammairiens modernes et éditeurs supposent une accentuation récessive).

Bien que proclitiques, ces mots ne sont pas notés différemment des orthotones oxytons, mais du fait de la barytonèse des oxytons, ils sont toujours écrits avec un accent grave quand ils sont suivis d'un proclitique ou orthotone. L'accent grave notant une atténuation de l'accent aigu, cette notation n'est pas absurde même s'il semble que cette atténuation est, au minimum, beaucoup plus forte sur les proclitiques que sur les orthotones.
Par ailleurs, les formes des cas obliques de l'article (à savoir τοῦ, τῆς, τῷ, τῇ, τῶν, τοῖς, ταῖς, τοῖν et ταῖν (rare)) sont considérées comme proclitiques par certains grammairiens modernes, qui, à la limite, supposent que l'écriture avec un accent circonflexe est une erreur. Cependant, s'il semble effectivement que l'article se prononce d'un souffle avec le substantif qu'il détermine, il n'est pas démontré que l'accent circonflexe sur les formes de cas obliques est une erreur. En tout état de cause, le doute demeure sur cette question.

#### Mots habituellement enclitiques devenant proclitiques dans certains contextes
Il semble que les formes habituellement enclitiques de pronoms personnels peuvent être proclitiques quand elles sont suivies par un mot faisant partie du groupe pronominal, ou, à défaut, par le verbe qu'elles déterminent. Il convient probablement de ne pas noter d'accent grave sur ces proclitiques, bien qu'ils ne commencent pas par une voyelle, pour éviter la confusion avec les formes orthotones de ces pronoms personnels.
Par ailleurs, certains grammairiens modernes supposent que les indéfinis et verbes habituellement enclitiques seraient proclitiques et non orthotones après pause et dans les locutions du type ποτὲ μὲν ... ποτὲ δὲ et τινὲς μὲν ... τινὲς δὲ. Ces proclitiques présumés sont conventionnellement notés avec un accent grave.

### Mots enclitiques
- Dans les dialectes autres que le lesbien[10], les formes du présent de l'indicatif de εἰμι et φημι autres que εἶ et φῄς, à savoir εἰμι, ἐστον, ἐσμεν, ἐστε, εἰσιν, φημι, φησι, φατον, φαμεν, φατε et φᾱσι ainsi qu'épique ἐσσι et ionien εἰς (ἐστι est un cas particulier traité ci-dessous), sauf après une pause ou après un mot dont la voyelle terminale est élidée (dans ces cas, les formes disyllabiques deviennent oxytones (proclitiques ?) : εἰμί, et l'ionien εἶς devient périspomène).
- ἐστι, sauf après une pause, après ἀλλά (ἀλλ᾿), εἰ, καὶ, μὴ, οὐκ, τοῦτο (τοῦτ᾿) ou ὡς, dans les locutions du type ἔστι ἅ (ἔσθ᾿ ἅ), ἔστι ὅπως (ἔσθ᾿ ὅπως), etc., et pris dans le sens impersonnel « il existe » ou « il est possible » (dans ces cas, ἔστι devient paroxyton) et après un mot (autre que ἀλλα et τοῦτο) dont la voyelle terminale est élidée et dans les crases μοὐστί, σοὐστί (auxquels cas ἐστί devient oxyton (proclitique ?)).
- Les indéfinis τις (et toutes ses formes déclinées sauf ἄττα), που, ποθι, πῃ, ποι, ποθεν, ποτε, πω, πως, sauf dans les constructions ποτὲ μὲν... ποτὲ δὲ et τινὲς μὲν… τινὲς δὲ où ils sont oxytons (proclitiques ?). En revanche, les pronoms interrogatifs τίς, ποῦ, etc., sont orthotones.
- Les particules γε, τε, τοι, περ, νυ (νυν, à ne pas confondre avec νῦν), épique κε (κεν), épique θην, épique ῥα, ainsi que -δε (dans ὅδε, etc), -θε (dans εἴθε, poétique αἴθε), -χι (dans ναίχι).
- Certaines formes de cas obliques des pronoms personnels des trois premières personnes du singulier et de la troisième personne du pluriel, en concurrence avec des formes équivalentes orthotones ; les formes orthotones sont utilisées systématiquement après pause, fréquemment après préposition, et chaque fois que le sens ou la construction de la phrase lui donne une valeur emphatique. Les formes enclitiques sont utilisées dans les autres cas :
  - les formes courtes de cas obliques de la première personne du singulier με, μου et μοι et leurs variantes dialectales (ionien μευ, seul attesté), généralement enclitiques (les formes longues ἐμέ, etc., toujours orthotones, étant généralement employées à la place quand le pronom est orthotone).
  - les formes de cas obliques de la deuxième personne du singulier σε, σου et σοι, et leurs variantes dialectales (dorien τε, τυ, τιν, ionien σευ, dorien τευ, τεος, archaïque, ionien, dorien τοι).
  - les formes de la troisième personne du singulier ἑ, οὑ et οἱ, et leurs variantes dialectales (homérique ἑo, homérique, ionien ἑυ, lesbien ϝοι, dorien ϝῐν), quand elles ont un sens anaphorique (en voie de disparition en attique mais courant chez Homère, en ionien, dorien, éolien) mais non un sens réfléchi (quand elles sont orthotones).
  - dans tous les dialectes, le datif de la troisième personne du pluriel σφισι et les autres formes de cas obliques chez Homère, en ionien, dorien (homérique, dorien σφε, syracusain ψε, homérique σφεας, σφας, homérique σφεων, homérique, ionien, dorien σφι, syracusain ψι).

#### Accent d'enclise

##### Orthotone suivi d'enclitique
Devant enclitique monosyllabique :
- un oxyton, périspomène, paroxyton ou un propérispomène à syllabe finale longue est inchangé ;
- un propérispomène à syllabe finale brève ou proparoxyton, outre son accent propre qui est inchangé, reçoit sur sa finale un accent aigu, dit accent d'enclise.

Devant enclitique dissyllabique :
- un oxyton ou périspomène est inchangé ;
- un paroxyton ou un propérispomène à syllabe finale longue est inchangé, mais l'enclitique reçoit sur sa finale un accent d'enclise, circonflexe si la finale est longue (τινῶν et τινοῖν), aigu si elle est brève ;
- un propérispomène à syllabe finale brève ou proparoxyton, outre son accent propre qui est inchangé, reçoit sur sa finale un accent aigu, dit accent d'enclise.

Il semble qu'un paroxyton peut dans certains cas recevoir un accent d'enclise sur la finale. Selon Hérodien, les mots paroxytons à avant-dernière syllabe longue et syllabe finale brève reçoivent un accent d'enclise sur la finale : ἄλλος τις, ἔστί τις, ἔνθά ποτε et γενέσθαί τε. Cette règle, parfois dite homérique, est peu suivie dans les manuscrits anciens et éditions modernes mais est appliquée sporadiquement dans des manuscrits d'Homère et Pindare.
Toujours selon Hérodien, les mots paroxytons suivis d'un enclitique en σφ- reçoivent un accent d'enclise sur la finale, e.g. ἄρά σφιν et ἵνά σφισι. Cette règle est peu suivie dans les manuscrits et éditions mais est appliquée sporadiquement dans des manuscrits d'Homère. On a également des occurrences dans les manuscrits qui ne s'expliquent par aucune des règles ci-dessus : un τόσόσδε en attique, un τανίκά νιν chez Corinne (mais cette dernière accentuation est peut-être dialectale). En conclusion, les conditions exactes dans lesquelles la finale d'un paroxyton devrait recevoir un accent d'enclise ne sont pas claires, mais étant donné la nature des manuscrits où elle est attestée, il est possible qu'une telle accentuation soit un archaïsme, caractéristique de la langue archaïque et poétique classique, sans objet en koinè.
Chez Hérodote, le pronom σφεας, σφεων ne reçoit apparemment pas d'accent d'enclise sur la finale après paroxyton, ce qui peut être un trait dialectal.

##### Proclitique suivi d'enclitique
Devant un enclitique, un proclitique reçoit sur sa finale un accent d'enclise aigu.

##### Enclitique suivi d'enclitique
Devant un enclitique, un enclitique reçoit sur sa finale un accent d'enclise aigu.
Cette règle est bien attestée, notamment chez Apollonius Dyscolus et Hérodien et dans la plupart des manuscrits. Cependant, pour diverses raisons, certains grammairiens modernes la mettent en doute. Si leurs arguments ne font pas l'unanimité, certains manuscrits accentuent les enclitiques successifs de deux en deux, ce qui fait qu'un certain doute demeure sur la question.
Si un enclitique s'élide devant une des formes normalement enclitiques du verbe εἰμι, ce dernier perd sa valeur enclitique conformément à ce qui a été indiqué plus haut, et il devient oxyton. Cela s'applique aussi pour les crases μοὐστί, σοὐστί.

## Lois d'accentuation dans la phrase

### Accent grave
En règle générale, tout mot orthotone qui, isolément, serait oxyton devient baryton s'il est suivi dans la phrase par un mot non enclitique. De même, un enclitique disyllabique portant un accent d'enclise aigu sur sa finale devient baryton s'il est suivi dans la phrase par un mot non enclitique. Enfin, les proclitiques portent aussi l'accent grave quand ils sont suivis par un mot non enclitique, mais cet accent est conventiellement omis sur un certain nombre de proclitiques.
La seule exception à cette règle est la pronom interrogatif τίς (qui ne doit pas confondu avec l'indéfini τις, généralement enclitique), qui est toujours oxyton.
Devant un point, un point-virgule ou un point-en-haut, les mots restent oxytons. Devant virgule, on trouve aussi bien des oxytons que des barytons.
En cas d'élision de la finale, un mot qui, isolément, serait paroxyton conserve son accentuation inchangée.

### Élision
Quand un enclitique monosyllabique s'élide, l'accentuation est inchangée. Il en va de même pour les enclitiques dissyllabiques τινα et ποτε : si on élide une finale qui porte un accent d'enclise, cet accent est perdu avec la voyelle accentuée sans effet secondaire. En revanche, pour les autres enclitiques dissyllabiques, si on élide une finale portant un accent d'enclise, un accent aigu apparaît sur l'avant-dernière voyelle. La raison de cette variation orthographique parmi les enclitiques dissyllabiques est inconnue, et il est tentant d'y voir une convention arbitraire.
Quand un proclitique s'élide, l'accentuation est inchangée ; si la finale du proclitique porte un accent grave ou aigu, son accentuation est perdue avec la voyelle accentuée sans effet secondaire. (Les disyllabes proclitiques susceptibles de s'élider de la sorte sont les prépositions disyllabiques ἀμφί, ἀνά, ἀντί, ἀπό, διά, ἐπί, κατά, μετά, παρά et ὑπό, la conjonction ἀλλά, ainsi que οὐδέ et μηδέ.)
Quand un monosyllabe orthotone s'élide, son accentuation est perdue avec la voyelle accentuée sans effet secondaire.
En revanche, quand un polysyllabe orthotone oxyton s'élide, un accent aigu apparaît sur l'avant-dernière voyelle.
Enfin, comme est indiqué ci-dessus, si un mot s'élide devant une des formes habituellement enclitiques de εἰμι ou φημι, cette dernière perd son caractère enclitique.

### Aphérèse
En général, l'accentuation est inchangée par l'aphérèse. Si le mot subissant l'aphérèse était accentué sur l'initiale, son accentuation est perdue avec la voyelle accentuée.
Cependant, d'après les manuscrits, il apparaît que si un mot oxyton est suivi d'un mot initialement accentué sur l'initiale soumis à aphérèse, le premier mot demeure oxyton et ne devient pas baryton. Cette règle n'est cependant pas attestée chez les grammairiens anciens, et certains éditeurs modernes l'ignorent.

### Crase
Dans la crase de deux mots, l'accent du premier mot disparaît, et l'accent du deuxième mot demeure.
Si le deuxième mot était accentué sur la voyelle soumise à crase, les règles de contraction s'appliquent. En attique, la règle de la pénultième longue accentuée peut s'appliquer le cas échéant, mais ce n'est pas systématique. Il y a désaccord entre les grammairiens anciens, et si la plupart des éditeurs modernes appliquent la loi de la pénultième longue accentuée, quelques-uns ne le font pas.

### Prépositions orthotones
Dans certains contextes, les prépositions généralement proclitiques semblent devenir orthotones (oxytones ou paroxytones).

#### Accentuation des prépositions orthotones
Les propositions monosyllabiques sont oxytones. Par convention orthographique, on omet normalement l'accent grave sur les prépositions commençant par une voyelle, comme lorsque ces prépositions sont proclitiques mais on peut le noter pour distinguer la forme proclitique notée sans accent de la forme orthotone notée avec un accent.
Les prépositions dissyllabiques ἀντί et ἀμφί, διαί, ὑπαί, et ὑπείρ, ainsi peut-être que ἀνά, διά, ποτί et προτί, sont oxytones.
Les autres prépositions dissyllabiques sont paroxytones.

#### Préposition suivant son régime (anastrophe)
Les prépositions sont orthotones quand elles suivent leur régime (anastrophe).
De même chez Homère, lorsqu'une préposition séparée de son verbe en composition (tmèse) suit ledit verbe, il y a anastrophe, et la préposition est orthotone. Certains grammairiens, anciens et modernes, considèrent que la préposition demeure proclitique quand elle ne suit pas immédiatement le verbe mais en est séparée par d'autres mots, mais il n'y a pas de consensus sur ce point.
Certains grammairiens, anciens et modernes, considèrent que la préposition demeure proclitique si elle s'élide devant un autre mot mais qu'elle est néanmoins orthotone si l'élision survient devant ponctuation, mais il n'y a pas de consensus sur ce point.

#### Préposition en composition avec un verbe absent
Parallèlement à la construction de proposition avec le verbe εἰμι, le grec ancien possède une construction de proposition sans verbe, qui existe pour le sens de copule, liant le sujet à son attribut, comme l'usage le plus courant du verbe « être » en français. On parle alors parfois de copule nulle ou copule vide et aussi, en composition, pour le sens d'expression d'existence ou de possibilité (« il y a » ou « il est possible »).
On parle parfois de « verbe εἰμι sous-entendu », mais cette terminologie est critiquable, la construction sans verbe étant un fait grammatical autonome avec des règles linguistiques propres et non un verbe simplement sous-entendu.
Une préposition subit l'anastrophe quand elle est utilisée en composition avec un verbe absent. : πάρα « il est possible » a un sens similaire à πάρεστι).
ἄνα « lève-toi » (sens similaire à ἀνάστηθι) est sans ambiguïté paroxyton, mais les grammairiens anciens accentuent ἀνά (« oxyton ») quand la préposition suit son régime (anastrophe).

## Règles d'accentuation relatives au nom et à l'adjectif
Les règles de cette section ne s'appliquent pas en lesbien dont les formes nominales et adjectivales sont toujours récessives.

## Règles d'accentuation relatives au verbe
Les règles de cette section ne s'appliquent pas en lesbien dont les formes verbales sont toujours récessives.

### Règle de l'accent récessif du verbe
Cette règle générale s'applique à la plupart des formes verbales, les exceptions étant données dans la section suivante.
Cette règle énonce que les formes verbales non composées sont récessives. Pour ce qui est des formes verbales composées, l'accent ne peut pas remonter au-delà du dernier préverbe (le terme préverbe désignant les adverbes en composition et l'augment des temps du passé à l'indicatif) ; de plus, si le dernier préverbe est polysyllabique, l'accent ne peut remonter au-delà de la dernière voyelle du dernier préverbe :
λῡ́ω, λῦε et λῡέτω ;
παρ-έν-θες et ἀντί-θες ;
συν-έσχον (indicatif aoriste de συν-έχω) et δι-ῆγον (indicatif imparfait de δι-άγω) ;
συν-εῖπον (indicatif aoriste avec augment) et σύν-ειπε (impératif aoriste sans augment).
En dorien, les désinences de la troisième personne du pluriel actif des temps à augment sont longues, vis-à-vis de l'accentuation. Ainsi le dorien a ἐλύ̄σαν et ἐλάβον (troisième personne du pluriel de l'indicatif aoriste actif de λύ̄ω et λαμβάνω) là où l'ionien-attique et la koinè ont ἔλῡσαν et ἔλαβον. Ce phénomène est peut-être ancien, la désinence grecque -ν dérivant d'une désinence indo-européenne –nt, et le groupe voyelle + liquide serait assimilable à une diphtongue en indo-européen.

### Exceptions à la règle de l'accent récessif du verbe

#### Indicatifs
Les formes du présent de l'indicatif de εἰμι et φημι obéissent à des règles particulières. En revanche, les dérivés par composition de ces verbes obéissent à la règle de l'accent récessif (à ceci près que l'on rencontre parfois συμφῄς ou συμφῇς au lieu de σύμφῃς).
Dans les dialectes autres que le lesbien, les formes du présent de l'indicatif de εἰμι et φημι autres que εἶ et φῄς, à savoir εἰμι, ἐστον, ἐσμεν, ἐστε, εἰσιν, φημι, φησι, φατον, φαμεν, φατε et φᾱσι, ainsi qu'épique ἐσσι et ionien εἰς (ἐστι est un cas particulier, traité ci-dessous) sont enclitiques sauf après une pause ou après un mot dont la voyelle terminale est élidée (auxquels cas les formes disyllabiques deviennent oxytones : εἰμί, et l'ionien εἶς devient périspomène).
ἐστι est enclitique sauf d'une part après une pause, après ἀλλα (ἀλλ᾿), εἰ, καὶ, μὴ, οὐκ, τοῦτο (τοῦτ᾿) ou ὡς, dans les locutions du type ἔστι ἅ (ἔσθ᾿ ἅ), ἔστι ὅπως (ἔσθ᾿ ὅπως), etc., et pris dans le sens impersonnel « il existe » ou « il est possible » (auxquels cas ἔστι devient paroxyton), et d'autre part après un mot (autre que ἀλλα et τοῦτο) dont la voyelle terminale est élidée et dans les crases μοὐστί, σοὐστί (auxquels cas ἐστί devient oxyton).
εἶ est périspomène. φῄς est oxyton.
Par ailleurs, la troisième personne du singulier du futur de l'indicatif actif de εἰμι, ἔσται est paroxytone dans les composés.

#### Impératifs
Au présent, φαθί (deuxième personne du singulier de l'impératif présent actif de φημι) est parfois oxyton au lieu d'être paroxyton. En revanche, il est toujours récessif en composition.
À l'aoriste second actif, cinq formes sont oxytones : εἰπέ, ἐλθέ et εὑρέ, ainsi que, en Attique mais non en Koinè, ἰδέ et λαβέ (2e personne du singulier de l'impératif aoriste second actif de ἔπω (pris comme aoriste de φημι, λέγω ou ἀγορεύω), ἔρχομαι, εὑρίσκω, *εἴδω (pris comme aoriste de ὁράω, -ῶ) et λαμβάνω). En revanche, leurs composés sont récessifs.
À l'aoriste second moyen, la deuxième personne du singulier est périspomène, sauf ἴδου qui, selon Hérodien et certains manuscrits, est récessif, sauf en ionien d'Asie, où ces formes sont récessives.

#### Subjonctifs et optatifs
Un certain nombre de subjonctifs sont en fait contractes. Leur accentuation peut sembler irrégulière mais s'explique en fait si on applique la règle de l'accent récessif à la forme non-contracte.
De plus, pour des raisons obscures, un certain nombre d'optatifs ont une accentuation irrégulière et s'accentuent comme si la diphtongue en -ι figurant dans ces optatifs (αι, ει ou οι) était issue d'une contraction (de αϊ, εϊ ou οϊ) :
- les subjonctifs et optatifs des verbes en -μι à redoublement, sauf les formes d'aoriste 1 et de parfait en -κ- ; cependant, l'aoriste 2 moyen est généralement récessif en composition[19] ;
- le subjonctif d'εἰμι, y compris en composition ;
- les subjonctif et optatif des aoristes passifs en -ην ou -θην ;
- le subjonctif d'οἶδα ;
- un petit nombre de subjonctifs et optatifs parfait moyen à radical se terminant par une voyelle, notamment les subjonctifs et optatifs parfait moyens de κτάομαι et μιμνῄσκω.

Les formes sans désinence de la troisième personne du singulier l'optatif (en -οι ou -αι) sont paroxytones.

#### Infinitifs et participes

##### Infinitifs en-ναι
Les infinitifs en -ναι (présent, aoriste, parfait) sont accentués sur la pénultième mais non les infinitifs épiques en -μεναι, qui sont accentués sur l'antépénultième :
ἱστάναι, στῆναι et ἑστάναι (infinitifs présent, aoriste et parfait actif de ἵστημι), mais στήμεναι (infinitif aoriste actif épique de ἵστημι).

##### Infinitif aoriste premier actif
L'infinitif aoriste premier sigmatique actif est accentué sur la pénultième :
ἐπι-γράψαι (infinitif aoriste premier actif de ἐπι-γράφω) ;
ἀπο-λῦσαι (infinitif aoriste premier actif de ἀπο-λύ̄ω).

##### Infinitif aoriste second actif
L'infinitif aoriste second actif est périspomène :
λιπεῖν (infinitif aoriste second actif de λείπω).

##### Infinitif aoriste second moyen et infinitif parfait moyen-passif
L'infinitif aoriste second moyen et l'infinitif parfait moyen-passif sont accentués sur la pénultième :
λιπέσθαι et λελεῖφθαι (infinitifs aoriste second moyen et parfait moyen-passif de λείπω) ;
λελύσθαι (infinitif parfait moyen-passif de λύ̄ω).